# Poslední dny dinosaurů (film)
Poslední dny dinosaurů (v anglickém originále Last Day of the Dinosaurs) je televizní dokument Discovery Channel z roku 2010 v délce 50 minut. Pojednává o vyhynutí neptačích dinosaurů na konci křídové periody před 66 miliony let. Přiklání se k interpretaci vyhynutí zaviněné dopadem desetikilometrové planetky Chicxulub do oblasti současného Mexického zálivu. Dokument zobrazuje všechny průvodní jevy dramatického dopadu vesmírného tělesa, včetně vln megatsunami, žárové a tlakové vlny, zvýšení teploty apod. Odehrává se na několika místech naší planety, zejména v oblasti budoucího Texasu, Montany a mongolské pouště Gobi. Dokument těží z efektivních počítačem vytvořených modelů dinosaurů i fyzikálních efektů dopadu.